# Kanbayashi
Kanbayashi Snowboard Park – ośrodek snowboardowy w Japonii, w prefekturze Nagano, w środkowej części wyspy Honsiu (Honshū). 
Położony jest niedaleko miasta Yamanouchi. Ośrodek ten został otwarty 14 grudnia 1995 roku.
W 1998 r. w czasie Zimowych Igrzysk Olimpijskich w Nagano rozegrano tu zawody w halfpipe'ie.